# Histoire de la Royal Society de Londres
 (octobre 2016).
Si vous disposez d'ouvrages ou d'articles de référence ou si vous connaissez des sites web de qualité traitant du thème abordé ici, merci de compléter l'article en donnant les références utiles à sa vérifiabilité et en les liant à la section « Notes et références ».

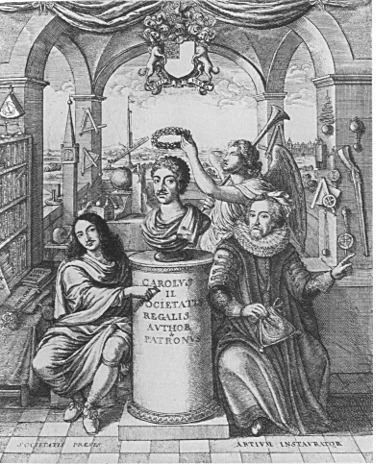
Frontispice de lHistoire de la Royal Society de Londres de Thomas Sprat, 1667.

L’Histoire de la Royal Society de Londres (History of the Royal Society of London en anglais) est un traité publié en 1667 par Thomas Sprat.
Ce texte, à lui seul, résume brillamment les principales exigences de la rationalité scientifique, qui allait tant prospérer au XVIIIe siècle. Sprat y exprime sa profonde méfiance envers les adjectifs, les termes approximatifs et, de manière générale, envers le langage marqué par la subjectivité. Il réclame à l'opposé que la science soit régie par un vocabulaire restreint, clair et précis, afin que les démonstrations puissent être aussi compréhensibles que possible. Le mérite de la Royal Society, selon Sprat, est qu'elle rejette justement toute forme de scolastique. Pour l'auteur, ainsi que pour bon nombre des fondateurs de l'institution, la science est de la même nature que le protestantisme, en ce sens que ses préceptes et ses démonstrations doivent être accessibles au plus grand nombre. Il ne peut y avoir de prêtre dans le domaine du savoir, chacun devant être à même de reproduire les grandes expériences scientifiques et d'en tirer les leçons qui s'imposent. Pour toutes ces raisons, Sprat recommande la brièveté des descriptions et la reproductibilité des expérimentations.